# George Best
George Best (22. maj 1946 i Belfast, Nordirland – 25. november 2005 London, England) var en nordirsk professionel fodboldspiller, bedst kendt for sine år med Manchester United. Han var fløj, hvis spil bestod af pasninger, acceleration, balance, god brug af begge fødder, målscoring og evnen til at komme udenom forsvarerne. I 1968 i hans gode år', vandt han Europa Cup med Manchester United og blev samtidig kåret som Årets Fodboldspiller i Europa. Efter dette år var han et automatisk valg for Nordirlands landshold, men han var ikke i stand til at lede dem til VM-kvalifikatioen, på trods af at han optrådte 37 gange og scorede ni mål for truppen i alt.
I 1999 kom han på 11. pladsen, bagved Marco van Basten, i IFFHS Århundredets Fodboldspiller i Europa og på 16. pladsen, bagved Lothar Matthäus, i Århundredets Fodboldspiller i verden. Pelé kårede ham som en af de 125 bedste levende fodboldspillere på sin 2004-FIFA 100-liste og Best kom på 19. pladsen, bagved Gerd Müller til UEFA Golden Jubilee Poll. I sit hjemland Nordirland sagde de lokale beundrere altid: "Maradona god, Pelé bedre; George Best."
Han var en af de første berømte fodboldspillere, men hans overdrevne livsstil førte til problemer med alkoholisme som indskrænkede hans spillekarriere og i sidste ende førte til hans død i november 2005 i en alder af 59. Hans dødsårsag var en nyreinfektion, en bivirkning af den immuno-suppressive medicin han var nødt til at tage efter en levertransplantation. Bests elskelige, frække image, gjorde at han fik mange fans i sin karriere og også efter, på trods af den offentlige beruselse på tv, hans domme for spirituskørsel og vold mod en politimand, påstande om vold i hjemmet og hans manglende evne til at holde op med at drikke selv efter transplantationen. GQ udnævnte ham som en af de 50 mest stilfulde mænd i de seneste 50 år.

## Tidlige år
George Best var det førstefødte barn af Dicky Best (1920 – 2008) og Anne Withers (1923 – 1978), og han voksede op i Cregagh, Belfast. Best havde fire søstre, Carol, Barbara, Julie og Grace, og en bror, Ian. Bests far Dickie døde den 16. april 2008 på Ulster Hospital i Dundonald, Nord Irland. Han blev indlagt på hospitalet fire uger tidligere. Bests mor Anne døde på grund af en alkohol-relateret sygdom i 1978 i en alder af 55.
I 1957 i en alder af 11, fik den akademisk begavede Best en plads på Grosvenor Grammar School, men han begyndte hurtigt at pjække fra skole, da han hellere ville spille rugby. Best flyttede derfor til Lisnasharragh Secondary School, som gjorde, at han blev genforenet med venner fra folkeskolen, og tillod ham at koncentrere sig om fodbold.

## Sygdom og død
Best fortsatte med at drikke, og han var nogle gange blevet set på den lokale pub i Surbiton, Greater London. Den 3. oktober 2005 blev Best indlagt på intensivafdelingen på privathospitalet Cromwell Hospital i London på grund af en nyre-infektion forårsaget af bivirkninger af den immuno-suppressive medicin, han var nødt til at tage efter en levertransplantation. Den 27. oktober meddelte aviser, at Best var tæt på døden, og at han havde sendt farvel-beskeder til sine kære. Bests tilstand blev først forbedret, men forværredes igen i november. Den 20. november offentliggjorde det britiske sensationsblad News of the World et billede af Best, på hans egen anmodning, som viste ham i sin hospitalsseng, sammen med hvad der blev rapporteret til at være hans sidste besked: "Dø ikke som mig ".
Bests "farvel"-besked blev betragtet som en måde at advare andre ikke at løbe samme risiko ved at indtage alkohol.
I de sidste timer af 25. november 2005 blev behandlingen stoppet, og han døde til sidst i alderen af 59, efter en kamp der varede længere end lægerne havde forventet, kl. 13:06 samme dag fulgte der nemlig også en lunge-infektion og organsvigt.
FA Premier League meddelte, at der ville blive holdt et minuts stilhed inden alle Premier League-kampene der skulle spilles over weekenden efter hans død; dette blev ignoreret af mange grunde, nogle stedet var der et minuts klapsalver til ære for ham i stedet. Den første kamp på Old Trafford efter Bests død var en Liga Cup-kamp mod West Bromwich Albion, den klub som Best havde fået sin debut mod for Manchester United i 1963. Kampen som United vandt, blev overværet hans tidligere holdkammerat Sir Bobby Charlton. Bests søn Callum og tidligere holdkammerater og medlemmer fra West Bromwich Albion-holdet, som han havde spille debut mod, gjorde alle som United-truppen på banen og holdt et minuts stilhed, i mens holdt alle tilskuerne billeder af Best som var blevet uddelt før kampen.

### Begravelse
Hans lig forlod familiens hjem på Cregagh Road, Belfast, kort tid efter kl. 10:00 lørdag den 3. december 2005. Kortegen The cortege then travelled the short distance to Stormont. The route was lined with around 100,000 mourners. There was an 11 a.m. service in the Grand Hall relayed to around 25,000 mourners inside the grounds of Stormont. As the cortege left Stormont, the Gilnahirk pipe band played. The Funeral was live on BBC One, UTV, RTÉ, ITV News, BBC News 24, Sky News, Sky Sports News, EuroNews and MUTV. Afterward, Best was buried beside his mother Annie Elizabeth Kelly in a private ceremony at the hill-top Roselawn Cemetery, overlooking east Belfast.

### Minder
Belfast City Airport blev omdøbt til George Best Belfast City Airport til ære for Best. Det officielle nye navn og skiltning blev præsenteret for en forsamling af Bests familie og venner i lufthavnen den 22. maj 2006, som ville have været hans 60-års fødselsdag.
Indbyggernes mening i Nordirland om omdøbning af lufthavnen er blevet talt, med en meningsmåling der viser 52% for og 48% imod.
 Democratic Unionist Party (DUP) dagværende leder og Belfasts medlem af Europa-Parlamentet Peter Robinson, hvis valgkreds Belfast Citys lufthavn er beliggende, erklærede at hans præference var at et sportsstadion skulle opkaldes efter Best i stedet.
 Skiftet genererede negative kommentarer ud over Nordirland.
I marts 2006 kaldte flyselskabet Flybe et Dash 8 (Q400)-fly The George Best. Flyet blev senere brugt til at transportere Bests familie til Manchesters mindegudstjeneste for Best.
I juni 2006 blev Sarah Fabergé, olde-barnebarnet af den russiske imperial juveler Peter Fabergé, bestilt til at skabe George Best-æggene som en hyldest. En stærkt begrænset udgave af 68 æg blev produceret, og alle overskud fra salget af æggene går til George Best Fonden. Det første æg fra samlingen er nu på permanent offentlig udstilling på George Best Airport.